# Hypnelus ruficollis
El bobito punteado, coludo, tol o buco bobito (Hypnelus ruficollis) es una especie de ave galbuliforme de la familia de los bucónidos que se encuentra en Colombia y Venezuela.

## Hábitat
Es bastante común en el bosque seco y en matorrales secos, por debajo de los 1.200 m de altitud.

## Descripción
Mide 22 cm de longitud y pesa 50 g. Es un ave rechoncha con cabeza grande, cola larga y un grueso pico negro enganchado en la punta. La cara es blanca con ojos grandes; el iris es amarillo. Las partes superiores son de color marrón, con manchas blanquecinas y las puntas de las alas blancas. Las partes inferiores varían considerablemente, según la subespecie.
Las subespecies que se encuentran al este de los Andes tiene sólo una banda en el pecho, la garganta rojiza rufa y las partes inferiores blancas o color ante. Las dos subespecies occidentales, H. r. bicinctus y H. r.  stoicus, tienen la garganta de color canela a blanquecino, las partes inferiores color de ante y dos bandas color marrón oscuro en el pecho, y algunos expertos consideran este grupo como una especie separada, el buco bicinto o buco de dos bandas (Hypnelus bicinctus Gould, 1837), sin embargo, ambos grupos se han cruzado en el lago de Maracaibo.
Llama con una serie larga de notas woduk, frecuentemente interpretadas sincrónicamente por un par de aves.

## Alimentación
Es insectívoro, también caza lagartijas y otros animales pequeños.

## Reproducción
Excava un nido en forma de madriguera, en una colonia de termitas arbóreas y la hembra pone tres huevos blancos.